# Корабль-матка

Русский гидроавианосец «Орлица».

Кора́бль-ма́тка (судно-носитель, корабль-носитель, англ. mothership) — собирательное название нескольких классов боевых кораблей. 
Данный термин подразумевает крупный корабль, который является носителем аппаратов меньших размеров — катеров, воздушных шаров, самолётов и тому подобное.
К кораблям-маткам относятся:
- минный транспорт
- аэростатоносец
- гидроавианосец (гидроавиатранспорт, авиатендер, авиаматка, гидрокрейсер)
- авианосец
- вертолётоносец
- подводная лодка — носитель

Задача корабля-матки — доставить ударные боевые единицы к удалённому месту ведения боевых действий, до которого они либо не могут добраться самостоятельно, либо которое лежит за пределами их радиуса действия, либо иное.
Иногда (реже), под кораблём-маткой может подразумеваться не носитель, а плавучая база (плавбаза) поддержки малых кораблей — миноносцев, эсминцев, торпедных катеров, подводных лодок и тому подобное.
Некоторые научно-исследовательские и другие суда мирного назначения тоже можно отнести к кораблям-маткам, но в отношении их используется другой термин — судно-носитель — например, носитель глубоководных исследовательских аппаратов — «судно-носитель подводных аппаратов».
Термин «корабль-матка» часто используется для обозначения космического корабля (обычно в фантастике) такого же предназначения — носитель аппаратов меньшего размера.